# Лікарня Вейл Хелс
Госпіталь Вейл Гелс (англ. Vail Health Hospital) — регіональний госпіталь у місті Вейл, штат Колорадо, в окрузі Ігл. Вейл Гелс є некомерційною організацією 501(c)(3), якою керує рада директорів. Лікарня є травматологічним центром III рівня. Засновано як «Vail Clinic» у 1965 році, зараз лікарня має 56 ліжок.

## Історія
1962 року, після відкриття гірськолижного курорту Vail Ski Resort у Вейл, засновники курорту найняли лікаря на зимові місяці для надання медичної допомоги лижникам, створивши медичний кабінет.
У 1965 році було заснована клініка «Vail Clinic» в кондомініуми Мілл-Крік-Корт, і у ній тоді працював лише один лікар Том Стейнберґ (був в'язнем нацистського концентабору Дахау).
Перша будівля лікарні була побудована у 1967 році, а в 1979 році будівлю було розширено та закінчено будівництво нового корпусу.
У 1980 році «Vail Clinic» змінює свою назву на «Медичний центр Вейл Веллі», та функціює як лікарня з повним набором послуг. Цього ж року в лікарні виконується 350 хірургічних операцій, працює 25 штатних лікарів.
2017 року «Медичний центр Вейл Веллі» змінює свою назву на теперішню «Госпіталь Вейл Гелс», та обслуговує місцевих мешканців та гостей.